# هنینگ ینسن

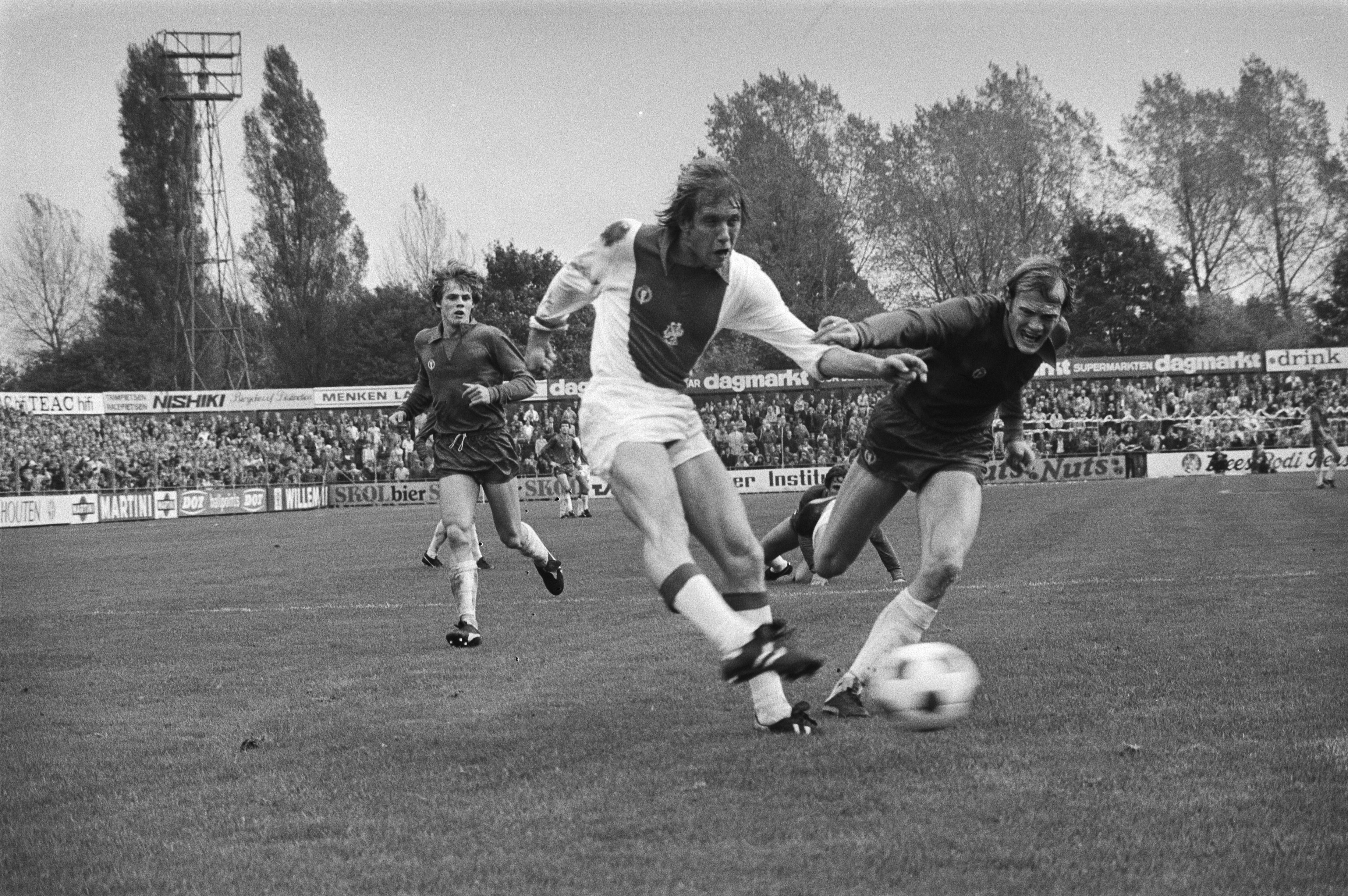

هِنینگ یِنسِن (دانمارکی: Henning Jensen؛ زادهٔ ۱۷ اوت ۱۹۴۹ - درگذشته ۴ دسامبر ۲۰۱۸) بازیکن سابق فوتبال اهل دانمارک در پست فوروارد بود. از تیم‌هایی که در آن بازی کرده می‌توان رئال مادرید، آژاکس آمستردام و بروسیا مونشن‌گلادباخ را نام برد. او با رئال مادرید و آژاکس به ترتیب قهرمانی لیگ‌های اسپانیا و هلند را به دست آورد.
ینسن همچنین بین سالهای ۱۹۷۲ تا ۱۹۸۰ بازیکن تیم ملی فوتبال دانمارک بود و در ۲۱ بازی ملی ۹ گل به ثمر رساند.